# Мортуарий (Волжский)
Мортуарий или пантеон — церемониальное сооружение, предназначенное для проведения траурных похоронных обрядов. Находится на территории городского кладбища № 1 в городе Волжском. Является единственным сохранившимся объектом из построенных на территории бывшего СССР.

## История
По одной из версии сооружение в форме буквы «П» построено в начале 1950-х годов одновременно с первой очередью города Волжского, по другой версий — в конце 1958 года одним из московских архитекторов.
Лишь в 2024 г. впервые были опубликованы архивные данные по истории Мортуария в исследованиях Т.П. Назаровой, которые опровергли обе версии. Волгоградский историк Т.П. Назарова убедительно доказала, что Мортуарий в г. Волжском начал строиться в декабре 1955 г. , а  завершено его строительство было в августе 1958 г. Также было доказано, что Волжский Мортуарий не был единственным павильоном траурных собраний, построенных  в СССР в 1950-е гг. в стиле "сталинский ампир" - были найдены еще три подобных сооружений, два их которых были разрушены, но одно сохранилось.
Мортуарий в Волжском использовался для прощания с усопшими волжанами, которые внесли значимый вклад в строительство и развитие города. После закрытия городского кладбища № 1, мортуарий оказался заброшен.
Несмотря на то, что сооружение находится в полуразрушенном состоянии, у него сохранились каменные колонны и алтарь — постамент для гроба, который находится в центре под навесом.
В 2014 году в ходе интернет-голосования за главные достопримечательности города Волжского сооружение заняло 8 место.
1 апреля 2016 года ООО «Волжское ритуальное предприятие Память» приобрело сооружение и земельный участок за 1 миллион 493 тысячи рублей. В планах руководства организации было восстановление не только самого сооружения, но и кладбища.